# 蔵王町立宮小学校
蔵王町立宮小学校（ざおうちょうりつ みやしょうがっこう）は、宮城県刈田郡蔵王町宮字井戸井にある公立小学校。2023年度の児童数は181人、8学級、教職員24人。

## 概要
- 1873年8月創立。敷地内には相撲場があり、毎年「わんぱく相撲仙南場所」が開催されている。また、1922年（大正11年）に本校生徒を助けるために殉職した小野さつき訓導の遺品や当時の新聞記事を展示する顕彰館も併設されている。

## 沿革
- 1873年8月 - 第三中学第二十番小学校として創立。
- 1882年 - 初等科・中等科を設置。
- 1886年 - 尋常小学校に改称。
- 1887年 - 高等科を設置。
- 1889年 - 高等科を廃止。
- 1890年4月 - 宮尋常小学校に改称。
- 1898年5月 - 高等科を再設、宮尋常高等小学校に改称。
- 1900年4月 - 高等科を四ヶ年に増設。宮村役場内に二教室を置く。
- 1924年4月 - 宮農業補習学校、宮青年訓練所を併設。
- 1947年4月 - 宮村立宮小学校に改称。
- 1955年 - 蔵王町立宮小学校に改称。
- 2023年6月8日 - 開校150年[2]